# ニコライ・ガブリロヴィッチ・ラティシェフ
ニコライ・ガブリロヴィッチ・ラティシェフ（ロシア語: Николай Гаврилович Латышев, 1913年11月22日 - 1999年2月18日）はソビエト連邦出身の元サッカー審判員である。

## 概要
サッカー選手時代は1932年から1942年までFCディナモ・モスクワの選手として活躍し、引退後はモスクワの機械工学研究所で助教授を務める傍ら、サッカー審判員を務めた。1956年にFIFAのライセンスを取得しFIFA国際審判員として活動していた。国内リーグでは1963年まで200以上の試合で主審を務めた他、1958 FIFAワールドカップの審判を務め、1962 FIFAワールドカップでは決勝戦の審判も務めた。1962年から1984年までFIFA審判委員会の委員を務め、1987年にFIFA功労賞を受賞した。

## 担当した主な国際大会

### 1958 FIFAワールドカップ
1958 FIFAワールドカップでは2試合で審判を担当した。
- グループリーググループ3: スウェーデン代表対メキシコ代表
- グループリーググループ3プレーオフ: ウェールズ代表対ハンガリー代表

### 1962 FIFAワールドカップ
1962 FIFAワールドカップでは4試合で審判を担当した。
- グループリーググループ2: イタリア代表対スイス代表
- グループリーググループ4: イングランド代表対アルゼンチン代表
- 準々決勝: チェコスロバキア代表対ハンガリー代表
- 決勝戦: ブラジル代表対チェコスロバキア代表